# Carlet
Carlet – gmina w Hiszpanii, w prowincji Walencja, we wspólnocie autonomicznej Walencja, o powierzchni 45,62 km². W 2011 roku liczyła 15 296 mieszkańców.